# Даниел Вујасиновић
Даниел Вујасиновић (Загреб, 13. септембар 1989) словеначки је кошаркаш. Игра на позицији плејмејкера, а тренутно наступа за Слободу из Тузле.

## Каријера
Послије неколико година у домаћем првенству Словеније, на кратко је тренирао за Билбао из Шпаније, али се вратио у Словенију. У сезонама 2012/13. и 2013/14. проглашаван је за најбољег асистента националног првенства Словеније. У сезони 2021/22. заиграо је за ОКК Слобода из Тузле.
За национални тим Словеније играо је на два шампионата Европе за играче до 20 година, 2008. и 2009. године.

## Успеси

### Клупски
- Копер Приморска:
  - Друга Јадранска лига (1): 2018/19.
  - Првенство Словеније (1): 2018/19.
  - Куп Словеније (2): 2018, 2019.